# خط ۸ متروی پاریس
خط ۸ متروی پاریس (انگلیسی: Paris Métro Line 8) یکی از خطوط متروی پاریس است.
این خط که در سال ۱۹۱۳ تأسیس شده دارای ۳۸ ایستگاه و ۲۳٫۴ کیلومتر طول می‌باشد.

## نگارخانه

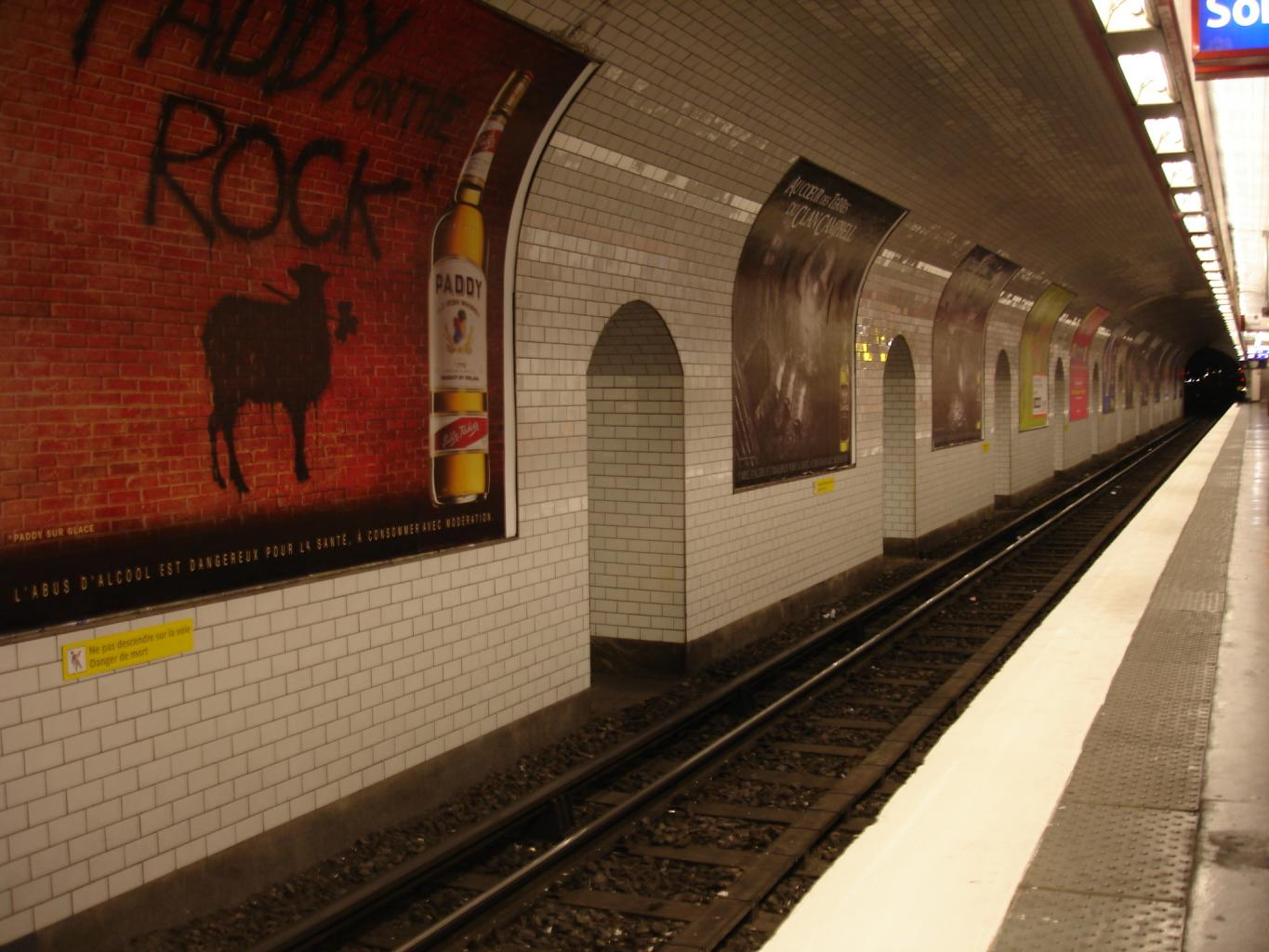
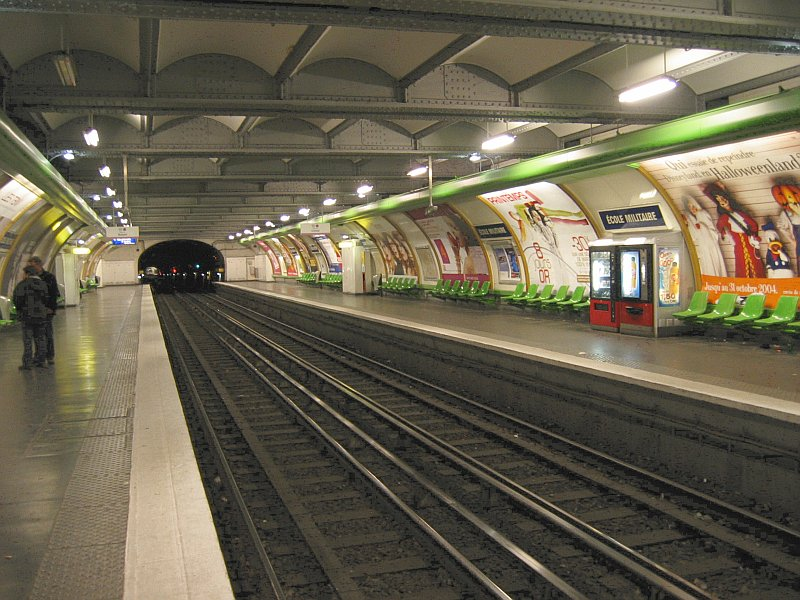
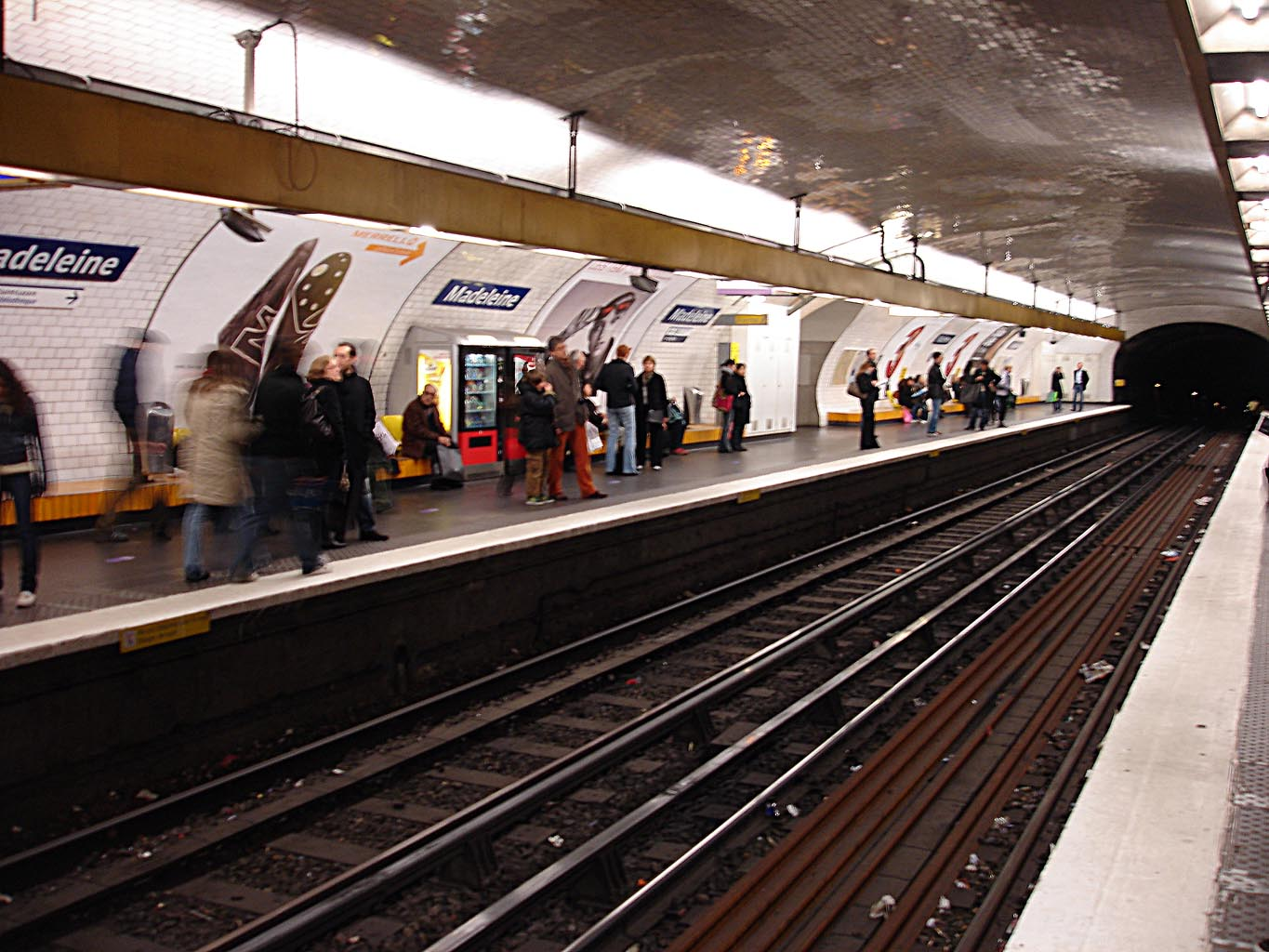
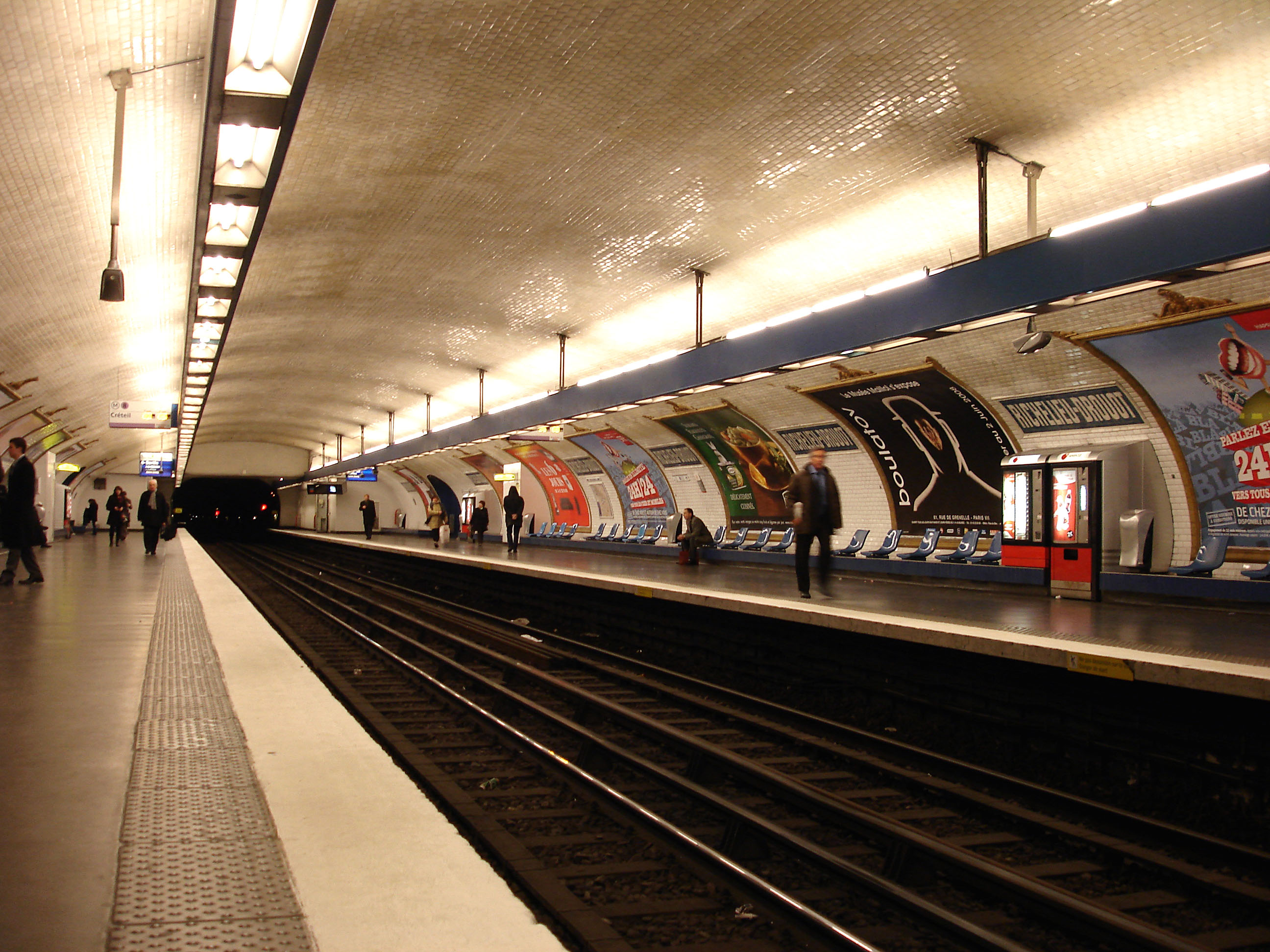